# Сауд аш-Шурейм
Сау́д ибн Ибрахи́м аш-Шуре́йм (араб. سعود بن إبراهيم الشريم‎; род. 15 августа 1966, Эр-Рияд, Саудовская Аравия) — саудовский чтец Корана, правовед, имам и проповедник мечети аль-Харам в Мекке с 1991 по 2023 год. Исследователь фикха по ханбалитскому мазхабу, также судья и писатель, который написал много книг по акиде, фикхе и арабскую поэзию. Бывший декан Колледжа судебных исследований и правил Университета Умм аль-Кура. Бывший судья Большого суда в Мекке.

## Биография
Родился 15 августа 1966 года Эр-Рияде. Происходит из клана Бану Зайд из города Шакра. Учился в начальной школе в Арине, затем в средней школе в Образцовой школе, а затем в средней школе Ярмука, которую окончил в 1983 году. Сауд ведёт таравих молитвы в месяце рамадан в Мекке с 1991 года. Он также привёл Салат аль-Маййит (заупокойную молитву) для покойного наследного принца Наифа ибн Абдул-Азиза 17 июня 2012 года после молитвы магриб (молитва после захода солнца). Король Саудовской Аравии Абдалла и королевские семьи присутствовали на похоронах.